# Apocalymnia tenebrosa
Apocalymnia tenebrosa là một loài bướm đêm trong họ Noctuidae.